# Aleksandr Semënovič Šiškov
Aleksandr Semënovič Šiškov (in russo Александр Семёнович Шишков?; Mosca, 20 marzo 1754 – San Pietroburgo, 21 aprile 1841) è stato un politico, militare e scrittore russo, ministro dell'educazione della Russia dal 1824 al 1828.

## Biografia
Di convinzioni proto-slavofile, nella sua carriera politica ricoprì la cariche di Presidente dell'Accademia imperiale russa e di Ministro dell'Educazione del Popolo. La sua carriera letteraria, caratterizzata da un gran numero di scritti come poemi, opere teatrali e libri di pedagogia, culminò nella redazione e la successiva pubblicazione del "Dizionario navale trilingue", primo dizionario stampato in Russia contenente la terminologia navale autoctona e straniera.
Diplomatosi all'Accademia navale russa nel 1772, comandò una fregata durante la Guerra russo-svedese del 1788-1790, partecipando alle battaglie di Reval e della baia di Vyborg.
Massone,  nel 1780- 1781 al secondo grado, membro d'onore della loggia "Nettuno".